# Christa Kozik
Christa Kozik, née Christa Schmidt, le 1er janvier 1941 à Liegnitz, Basse-Silésie, est une écrivaine, scénariste de films et auteure de pièces radiophoniques allemande.

## Biographie, parcours
Après l'expulsion de sa famille hors de Silésie en 1945, Christa Kozik vit en Thuringe, puis elle grandit à Kleinmachnow, près de Potsdam. À partir de 1969 et après un apprentissage de dessinatrice cartographique, elle est assistante au studio de films documentaires DEFA. Elle étudie la dramaturgie à l'École de cinéma de Babelsberg Konrad-Wolf (Hochschule für Film und Fernsehen Babelsberg) de 1970 à 1976, en enchaînant l'année suivante des études à l'Institut allemand de littérature de Leipzig (de). Elle est auteure indépendante.
Christa Kozik vit à Potsdam-Babelsberg et a deux fils. Elle est la grand-mère de l’acteur et musicien Christoph Kozik (de), qui s'est fait connaître au début des années 2000 par la série pour les enfants et la jeunesse Schloss Einstein.

## Œuvre
Elle a principalement écrit des livres et des films pour enfants, où elle a souvent collaboré avec le réalisateur Rolf Losansky (de). Mais ses productions visent également un public adulte, ainsi quand elle se penche sur le destin de Hölderlin dans le scénario du film Moitié de la vie (Hälfte des Lebens (de)).
Dans ses histoires, il s'agit souvent de problèmes que chaque enfant peut rencontrer dans la vie quotidienne. L’auteur les dépeint d’une manière en partie féérique, avec humour et poésie. Ce faisant, elle joue sur des situations irréelles auxquelles elle apporte une solution pratique.
Christa Kozik publie régulièrement dans le magazine RotFuchs (de).

## Publications en allemand (sélection)

### Contributions d'ouvrages
- Mein kleiner Bruder (« Mon petit frère », poème) . In Die Katze sitzt im Fliederbaum. Ein Jahrbuch für Kinder, Der Kinderbuchverlag, Berlin 1977.
- Hälfte des Lebens (« Moitié de la vie »), in Das Huhn des Kolumbus. Espresso-Geschichten, Verlag Neues Leben, Berlin 1981.
- Ein Brief an die Kinder (« Une lettre aux enfants »). In: Ich leb so gern. Ein Friedensbuch für Kinder, Der Kinderbuchverlag, Berlin 1982.
- Matschka, in Der Akrobat auf dem Dach, Der Kinderbuchverlag, Berlin, 1987,  (ISBN 3-358-00786-3)
- Begrenzt glücklich. Kindheit in der DDR (« Bonheur limité »), Hitzeroth-Verlag, Marburg 1992,  (ISBN 3-89398-089-X)

### Livres
- Gedichte (« Poèmes »), Verlag Neues Leben, Berlin 1980 (Heft 158 dans la série Poesiealbum)
- Moritz in der Litfaßsäule (« Moritz dans la colonne Litfaß »), Der Kinderbuchverlag, Berlin 1980 (Benziger, 1982,  (ISBN 3-545-32217-3) (en édition limitée ; titre : Moritz und die sprechende Katze, (« Moritz et le chat qui parle »); Kinderbuchverlag, 1993   (ISBN 3-358-02071-1) (version probablement modifiée))
- Der Engel mit dem goldenen Schnurrbart (« L'ange à la moustache d'or »), Der Kinderbuchverlag, Berlin 1983 (Kinderbuchverlag, 1994,  (ISBN 3-358-01446-0)  (version probablement modifiée)
- Ein Schneemann für Afrika (« Un bonhomme de neige pour l'Afrique »), Der Kinderbuchverlag, Berlin 1987,  (ISBN 3-358-00930-0) (Arena Verlag, 1988,  (ISBN 3-401-07018-5); LeiV, 1995,  (ISBN 3-928885-40-5))
- Tausendundzweite Nacht. Gedichte (« Mille et deuxième nuit. Poèmes »), Verlag Neues Leben, Berlin 1988,  (ISBN 3-355-00646-7)
- Die Schnecke Henriette (« L'escargot Henriette »), Verlag Junge Welt, Berlin 1990,  (ISBN 3-7302-0630-3) (Livre d'images cartonné)
- Kicki und der König. Ein Katzenroman (« Kicki et le roi. Un roman de chats »). Der Kinderbuchverlag, Berlin 1990,  (ISBN 3-358-01346-4) (suite de  Moritz in der Litfaßsäule ; Hoch-Verlag, 1990,  (ISBN 3-7779-0463-5); Thienemann Verlag, 1997,  (ISBN 3-522-17137-3))
- Gritta vom Rattenschloß (« Gritta du château des rats »), Hoch-Verlag, 1991,  (ISBN 3-7779-0475-9) (d’après les motifs du roman féérique Das Leben der Hochgräfin Gritta von Rattenzuhausbeiuns, « La vie de la grande comtesse de chez nous les rats »  de Gisela und Bettina von Arnim); Neuausgabe im Altberliner Verlag sous le titre : Gritta von Rattenzuhausbeiuns, 1994,  (ISBN 3-357-00957-9); Nouvelle édition E-Book bei Edition Digital sous le titre Gritta von Rattenzuhausbeiuns – vom Rattenschloss, 2012,  (ISBN 978-3-86394-358-5)
- Der verzauberte Einbrecher (« Le cambrioleur ensorcelé »), LeiV, 1994,  (ISBN 3-928885-64-2)
- Philipp und der Katzentiger (« Philipp et le chat-tigre »), 2001, LeiV,  (ISBN 3-89603-077-9) (sûrement la version en livre du film Philipp der Kleine, « Philippe le petit »)
- Tausendunddritte Nacht. Gedichte (« La mille-et-troisième nuit. Poèmes »), Märkischer Verlag, 2001,  (ISBN 3-931329-30-5)
- Trompeten-Anton oder Das Geheimnis des silbernen Tons « Trompeten-Anton ou le son d'argent ». 2003 ( probablement la version en livre du film Trompetenanton)

### Filmographie
- 1976: Philipp, der Kleine (de)
- 1977: Ein Schneemann für Afrika (de)
- 1978: Sieben Sommersprossen
- 1981: Trompeten-Anton (de) (TV)
- 1983: Moritz in der Litfaßsäule (de)
- 1985: Hälfte des Lebens (de)
- 1985: Gritta von Rattenzuhausbeiuns (de)
- 1989: Grüne Hochzeit (de)
- 1997: Der verzauberte Einbrecher

## Distinctions
- 1979 : Prix national de la République démocratique allemande (Liste der Träger des Nationalpreises der DDR II. Klasse für Kunst und Literatur (1970–1979) (de))
- 2014: Hölderlin-Ring (de) pour « Moitié de la vie » (Hälfte des Lebens (de))